# Wojsko polskie w okresie monarchii stanowej
Wojsko polskie w okresie monarchii stanowej – siły zbrojne Królestwa Polskiego w latach 1320–1454.

## Reformy wojskowe Kazimierza Wielkiego

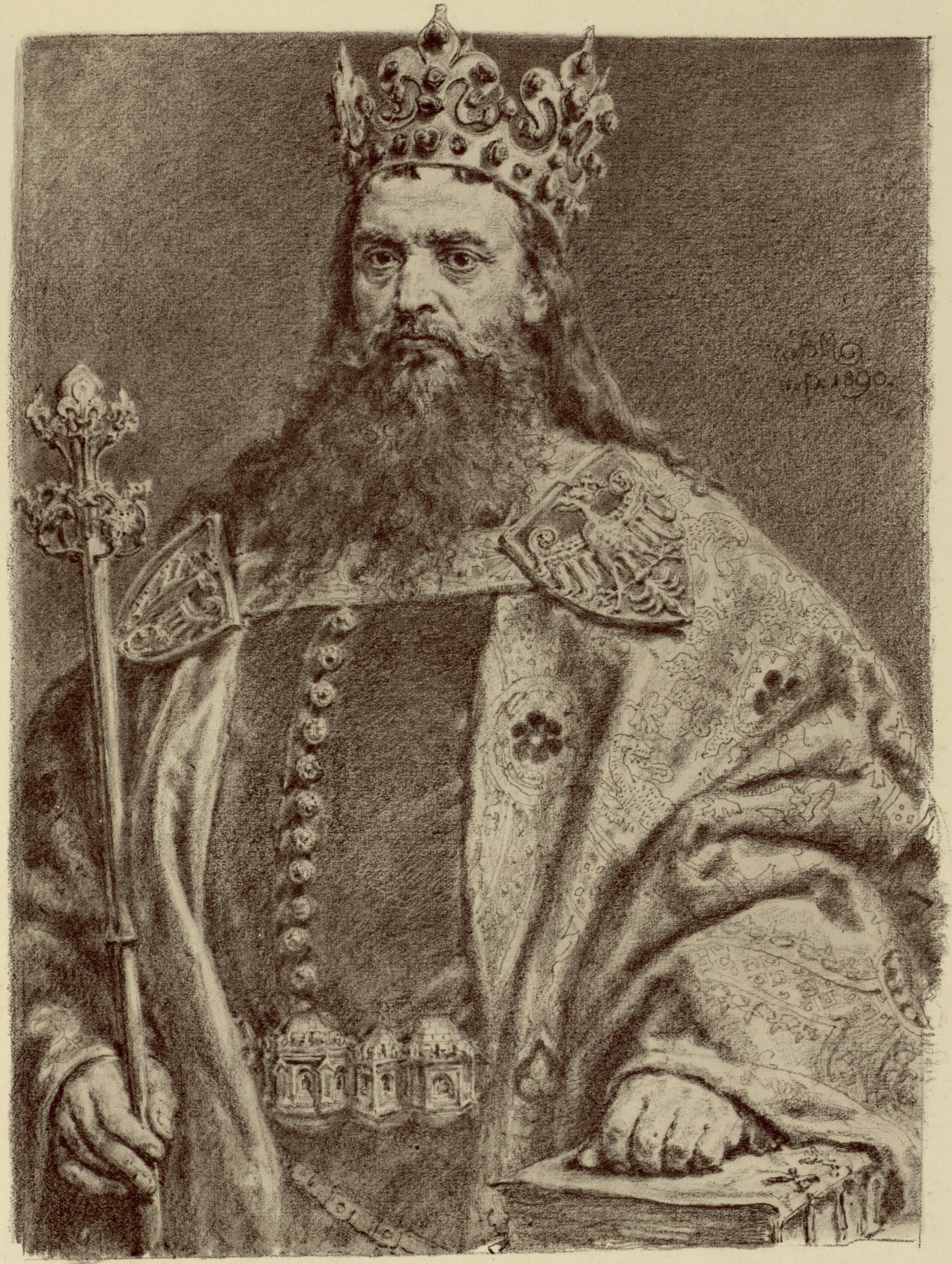
Kazimierz III Wielki

Siły zbrojne państwa oraz obowiązek służby wojskowej za panowania Kazimierza Wielkiego, zostały ujęte w normy prawne. Zgodnie ze statutami królewskimi główną siłę zaczepnoodporną państwa stanowić miało pospolite ruszenie rycerstwa, składającego się z trzech warstw: z rycerzy-szlachciców, z rycerzy-włodyków i z rycerzy „uczynionych” z plebejów (łac. plebs – lud), czyli z sołtysów, wójtów i nawet ze zwykłych chłopów.
Rycerz-szlachcic jako najmożniejszy, był przeważnie najlepiej uzbrojony i często posiadał spory orszak bojowy.
Rycerz-włodyka pełnił służbę w orszaku możnych lub w chorągwiach ziemskich. Rycerz uczyniony z sołtysa lub kmiecia pełnił funkcje podrzędne. Wszyscy ci rycerze obowiązani byli do osobistej służby wojskowej na wezwanie króla, jako posiadający większe czy mniejsze, dożywotnie czy czasowe, dzierżone dobra ziemskie na prawie rycerskim wolne od innych ciężarów państwowych. Rycerze powinni posiadać według swych najlepszych możliwości odpowiednie do swych środków uzbrojenie i poczet.
Powyższe zasady obowiązywały na wypadek zwoływania pospolitego ruszenia. W przypadku wkroczenia nieprzyjaciela na terytorium królestwa i konieczności walki z nim na własnej ziemi, obowiązywała tzw. wyprawa domowa, inaczej obrona ziemi. Powoływano też wojska w systemie wypraw z dóbr i z miast. Szlachta i mieszczanie nie mieli obowiązku stawać koniecznie osobiście, lecz zobowiązani byli do wyprawienia określonej liczby ludzi, odpowiednio do wielkości swych dóbr czy dochodów.
Za Kazimierza Wielkiego pod broń mogło być powołane pospolite ruszenie od 10 do 11 tysięcy wojska. Do tego należy dodać pachołków z taborów, a w wypadku wkroczenia nieprzyjaciela do kraju – oddziały piechoty chłopskiej i mieszczan. Na wypadek wyprawy z dóbr i miast liczba wyprawianych należy ocenić na 3500 do 4000 ludzi z całego kraju. Na wypadek „obrony ziemi”, czyli „wyprawy domowej” całe terytorium państwa mogło wystawić do 10% ludności. Wyprawę domową ogłaszano zazwyczaj jedynie w części kraju. W 1341 roku powołano 20 000 ludzi do obrony przed najazdami tatarskimi.
Podatki na obronność wynosiły od łanu kmiecego po ćwierci żyta i po ćwierci owsa, po 12 groszy w dobrach rycerskich i biskupich, a po 24 grosze w klasztornych. 
W wypadku większych wypraw król starał się o odstąpienie od dziesięciny papieskiej, zaciągając pożyczki i nawet sprzedając klejnoty kościelne. Kazimierz pożyczał też pieniądze od Krzyżaków pod zastaw części kraju. W ten sposób król mógł utrzymać 625 kopii najemników rocznie albo 2500 kopii na jedną dwumiesięczną wyprawę. Zazwyczaj utrzymywane było w gotowości do walki od 200 do 300 kopii.

## Organizacja wojska
Całością wojsk dowodził król, a na wypadek jego nieobecności lub niemożności dowodzenia – dostojnik mianowany przez króla. 
Kopie

Jeżeli rycerz był wystarczająco zamożny, to musiał utrzymywać swój oddział składający się z kilku zbrojnych. Byli to najczęściej ochotnicy. U sołtysów członkami kopii (czyli oddziału) byli chłopi, a u wójta – mieszczanie. Rycerz natomiast głównie opierał się na giermkach, a pachołkowie, czyli chłopi w kopii, pełnili zazwyczaj funkcję czeladzi obozowej. W pospolitym ruszeniu poczet rycerza-szlachcica składał się z 2 do 4 zbrojnych. Występowały dwa rodzaje kopii: dowódcza i zwykła. Kopia dowódcy liczyć miała od 7 do 12 koni, a zwykła – 4 do 6 koni. Dowódca mógł mieć 3 konie. Jeżeli więc kopia liczyła 4 konie, oznaczało to 3 jeźdźców, a 12 koni mogło oznaczać 5–6 jeźdźców. Poczty dowódców, dygnitarzy i wielmoży były liczniejsze. Niektórzy rycerze mieli obowiązek stawać z dwoma kopiami i 16 łucznikami, inni z jedną kopią i 4 kusznikami, jeszcze inni z trzema kopiami i 5 łucznikami lub z sześcioma kopiami i 12 kusznikami. Były to poczty liczące od 5 do 9 ludzi, a niekiedy 18 i więcej.
Chorągwie

Z poszczególnych pocztów formowano chorągwie. Te dzieliły się na: ziemskie i rodowe.
Trzecią grupę stanowiły chorągwie zaciężne. Te ostatnie używane były przede wszystkim jako stałe załogi grodów przygranicznych. 
Chorągwie ziemskie (królewskie) składały się ze średniej i drobnej szlachty określonego terytorium, a także z wójtów i sołtysów dóbr królewskich i kościelnych lub też z sołtysów tych wsi szlacheckich, których posiadacze stawali pod daną chorągwią. Chorągwie rodowe wystawiali możnowładcy. Każdy rycerz miał prawo wyboru chorągwi (ziemskiej czy rodowej swego okręgu), w jakiej chciał odbyć wyprawę.
Chorągwiami ziemskimi dowodzili dygnitarze danych ziem, lub wyznaczeni przez króla rycerze, rodowymi – możnowładcy, którzy je formowali, chorągwie zaciężne miały za dowódców tych, którzy je królowi przyprowadzali jako zorganizowaną całość, albo osoby wyznaczone przez monarchę.
Pospolite ruszenie

Pospolite ruszenie w potrzebie powoływał król i na jego rozkaz starostowie wzywali rycerstwo bądź na expeditio generalis, bądź na wyprawę mniejszą. Na czele wojsk wyprawy mniejszej stawał zazwyczaj starosta danej ziemi. Starostowie ziemi mieli też uprawnienia zwołać pospolite ruszenie swej ziemi bez rozkazu królewskiego. Starostom podlegały też w tym czasie grody obronne i oni mianowali w nich dowódców.
Jeżeli wyprawa obejmowała cały kraj, to na polecenie królewskie pospolite ruszenie zbierało się w swych ziemiach, a stamtąd pod wodzą właściwych dygnitarzy: starostów, później kasztelanów i wojewodów, maszerowano do miejsca koncentracji.
Powinności wojskowe w granicach państwa były obowiązkiem bez wynagrodzenia. Służba wojenna poza granicami była płatna. Statuty kazimierzowskie przewidywały jednak, że szlachta może służyć poza granicami kraju walczyć bez wynagrodzenia, gdy zostanie „uproszona przez króla”.
Statut kazimierzowski nie określał wysokości opłaty. W późniejszych czasach szlachta, wyjednywała u królów coraz korzystniejsze zobowiązania wobec siebie. Ludwik Węgierski wystawił w Budzie w roku 1355 przywilej, gdzie obiecał rycerstwu polskiemu dać odszkodowanie za wszelkie straty, jakie poniosą uczestnicy wypraw zagranicznych, a w 1374 roku, w Koszycach, przyrzekł, że jeżeli podczas wyprawy zagranicznej szlachcic dostanie się do niewoli, to monarcha go wykupi. Dalsze przywileje otrzymała szlachta też w czasach Jagiełły.

## Uzbrojenie i wyposażenie wojska

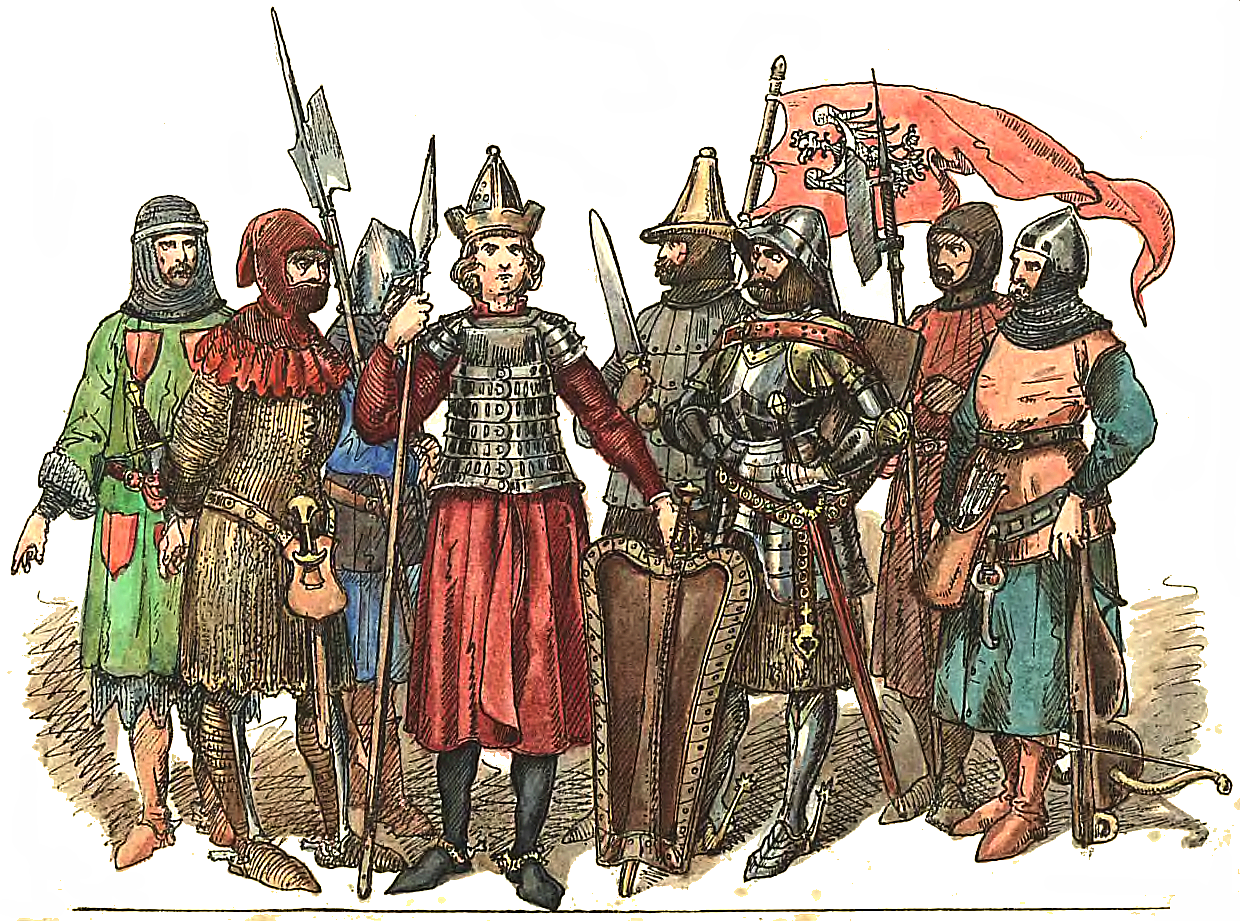
Rycerstwo polskie 1333–1434

Uzbrojenie żołnierza różnicował jego stan majątkowy oraz rodzaj wojska, w którym służył. Od czasów Władysława Łokietka istniała jazda ciężka, jazda lekka, oraz piechota także podzielona na ciężką i lekką. W załogach grodów istniały również jednostki piesze miejskie. Wyróżnić można też wojska techniczne, tzn. oddziały rzemieślników budujących mosty, tratwy, promy i machiny oblężnicze, wyrabiających czy naprawiających oręż. Istniały też tabory. Za Kazimierza Wielkiego wyodrębniono artylerię.
Uzbrojenie jazdy
Jazda ciężka używała silnych koni bojowych. Rycerz ciężkozbrojny posiadał hełm garnczkowy, zbroję i tarczę. Zbroją była kolczuga z plecionki lub kółek żelaznych, nakładana na tułów, ręce i nogi. Na kolczugę zakładano tunikę z cienkiej tkaniny. Ponieważ kolczuga nie wystarczała jako ochrona przy uderzeniach cięższej broni, jak maczuga albo berdysz. W drugiej połowie XIV wieku książęta i możniejsi rycerze, zaczęli używać pełnej zbroi z grubych blach żelaznych.
Do obrony służyła też niezbyt wielka przypominająca trójkąt tarcza. Wykonana była z drewna i obita skórą i blachą. Rycerz-szlachcic miał na tarczy wymalowany herb. 
Uzbrojenie zaczepne stanowił miecz obosieczny, długości 120 do 130 cm. Rycerz miał też u pasa puginał i kopię drewnianą z żelaznym ostrzem. Kopia liczyła od 4 do 5,5 m długości. 
Zamożniejsi rycerze przykrywali swe konie ozdobnymi kropierzami i nakładali na ich głowę ochronę z kolczugi i blach.
Jazda lekka uzbrojona była mniej kosztownie. Rycerz lekkozbrojny posiadał kolczugę. Na głowę, prócz czepka kolczego, nakładał mniejszy i lżejszy hełm zwany łebką. Miał też tarczę. Używał lżejszego miecza i sztyletu. Posiadał kuszę albo łuk. Mógł mieć też lekką włócznię o długości 2 metrów. Konie lekkozbrojnych warte były ok. 3 do 5 grzywien.
Uzbrojenie piechoty
Uzbrojenie piechoty było różnorodne. Piechur chłopski miał na sobie przeszywanicę, na głowie nosił kapalin bądź łebkę, na lewym przedramieniu tarczę, w prawej ręce trzymał włócznię, maczugę, wekierę, lub tzw. cep. Mógł też mieć miecz bądź jednosieczny nóż bojowy. Piechota miejska posiadała zazwyczaj lepsze uzbrojenie ochronne. W miarę możliwości mieszczanie mogli posiadać kolczugi, rękawice żelazne. Znaczną rolę jako ochrona ciała odgrywały w piechocie pawęże. Można było wbić je w ziemię i spoza nich razić z nieprzyjaciela z łuku lub kuszy.
Szeroko stosowana była kusza. Częstotliwość strzału, wynosiła ok. 1 strzał na minutę, podczas gdy dobry łucznik w tym samym czasie mógł oddać z łuku do 10 strzałów. Kuszy i łuku używała zarówno jazda, jak i piechota.
Oddziały techniczne
Oddziały techniczne były uzbrojone w topory lub sztylety i tylko w razie napadu nieprzyjaciela na tabor brały udział w walce. W skład oddziałów technicznych wchodzili rzemieślnicy miejscy i wiejscy. Budowali oni mosty i machiny miotające do zdobywania lub obrony grodów.
Artyleria
Za czasów Kazimierza Wielkiego zaczęto w Polsce używać dział. Artyleria średniowieczna strzelała początkowo kulami kamiennymi, następnie stosowano żelazne, ołowiane i spiżowe. Efekty pierwszych strzałów były małe, a transport armat i kul sprawiał znaczne kłopoty.
Tabory
Konieczności wożenia z sobą zapasów żywności wymusiła tworzenie taborów. Istnienie taborów potwierdzają dokumenty lokacyjne zobowiązujące wsie na prawie niemieckim do dostarczania koni i wozów pustych lub z żywnością na wyprawy wojenne.
Tabor dzielił się na kilka grup. Pierwszą grupę stanowiły wozy wiozące żywność oraz rzeczy rycerzy. Każda kopia miała własny wóz. Zespoły pieszych, wystawione z jednej miejscowości, miały również swoje wozy i mniej więcej 10 ludzi na wóz. Drugą grupę tworzyły wozy dostarczane przez miasta i wsie do dyspozycji króla lub wyznaczonego wodza. Na nich wieziono działa, kusze polowe, bombardy, narzędzia oddziałów technicznych i żywność. Każdy wóz przewożący przyrządy oblężnicze lub broń musiał mieć ochronę. Trzecią grupę formowały wozy z medykami, których na wyprawy wojenne zobowiązane były wysyłać większe miasta.

## Taktyka działania
Główną siłę pospolitego ruszenie polskie w XIV i w początkach XV wieku była ciężka jazda rycerska. Jej jednostka organizacyjną była chorągiew rodowa lub ziemska. Zasadniczą jednostką w chorągwi była „kopia” czyli rycerz ze swym pocztem. Liczba kopii w chorągwi nie była jednolita. Na rozkaz króla łączono ze sobą chorągwie małe i wzmacniano jedne kosztem drugich. Stanowiły ok. od 50 do 120 kopii, co czyniło 200 do 600 walczących konno.
W działaniach bojowych szyk jazdy „w płot” ustępował stopniowo miejsca szykom bardziej zwartym. Typowym szykiem rycerstwa polskiego był „klin”. Rycerze najlepiej uzbrojeni tworzyli czoło i osłaniali boki i tyły. Pozostali ustawiali się wewnątrz szyku łącząc w boju ku przodowi, w kierunku na znak chorągwiany. Stosowano też linie chorągwi, rzutowane w głąb. W przypadku oddziałów polskich były to linie „klinów chorągwianych'.
Rozwój łucznictwa oraz pojawienie się broni palnej spowodowały, że rycerz posiadał coraz cięższe uzbrojenie. Zbroje całkowite z blach stalowych stopniowo wypierały lżejszą kolczugę. Jazda rycerska stała się ociężała i mniej manewrowa.
Przewagę na polach bitew Europy zaczęli posiadać lekkozbrojni łucznicy konni i piesi. Polacy zachowali jednolity charakter jazdy rycerskiej. Piechota występowała w niewystarczającej liczbie i była źle zorganizowana. 
Artyleria w wojnie polowej posiadała znaczenie moralne. Działała ona z pewnym skutkiem głównie przy oblężeniach. 
Tabor odgrywał w bitwach średniowiecznych rolę śródszańca. Służył często za punkt oporu dla środka szyku lub jednego ze skrzydeł. Wozy w czasie postoju tworzyły czworobok taborowy.
W wojnach rozwinął się typ bitwy obronno-zaczepny. Piesi łucznicy i spiśnicy bronili się na pozycjach obronnych z wykorzystaniem przeszkód naturalnych i umocnień inżynieryjnych. Zazwyczaj wspierała ich artyleria. Piechota uzbrojona w zaostrzone koły stwarzała przeszkodę nie do pokonania dla ciężkiej jazdy. Gdy jazda rycerska przeciwnika wyczerpana bezskutecznymi atakami straciła swój impet, następowało przeciwnatarcie trzymanej w odwodzie własnej jazdy rycerskiej. 
Wojska polsko-litewskie rozstrzygały bitwę raczej w sposób zaczepny. Wykorzystywano uderzenia czołowe jazdy ciężkiej, a jazda lekka działała w pasie przesłaniania, a potem uderzała na skrzydła i tyły przeciwnika.
Ociężałe taktycznie, złożone przeważnie z rycerskiego pospolitego ruszenia, wojsko woziło ze sobą zapasy wojenne zazwyczaj „na sześć niedziel”. Co najmniej jeden wóz przypadał „na kopię”. Były to więc tabory ogromne, ograniczające możliwości ruchowe każdego większego wojska. Przy dłuższych operacjach wyżywienie armii stawało się nie lada problemem i powodowało przerwanie działań ofensywnych. Stąd przedsięwzięcia wojenne bywały zwykle obliczane na określony czas i nieczęsto pozwalały na rozwijanie powodzenia strategicznego. 
Klasycznym przykładem działania wojska polskiego w tym okresie była operacja grunwaldzka.

## Powinności stanów na rzecz obrony kraju
Stan szlachecki

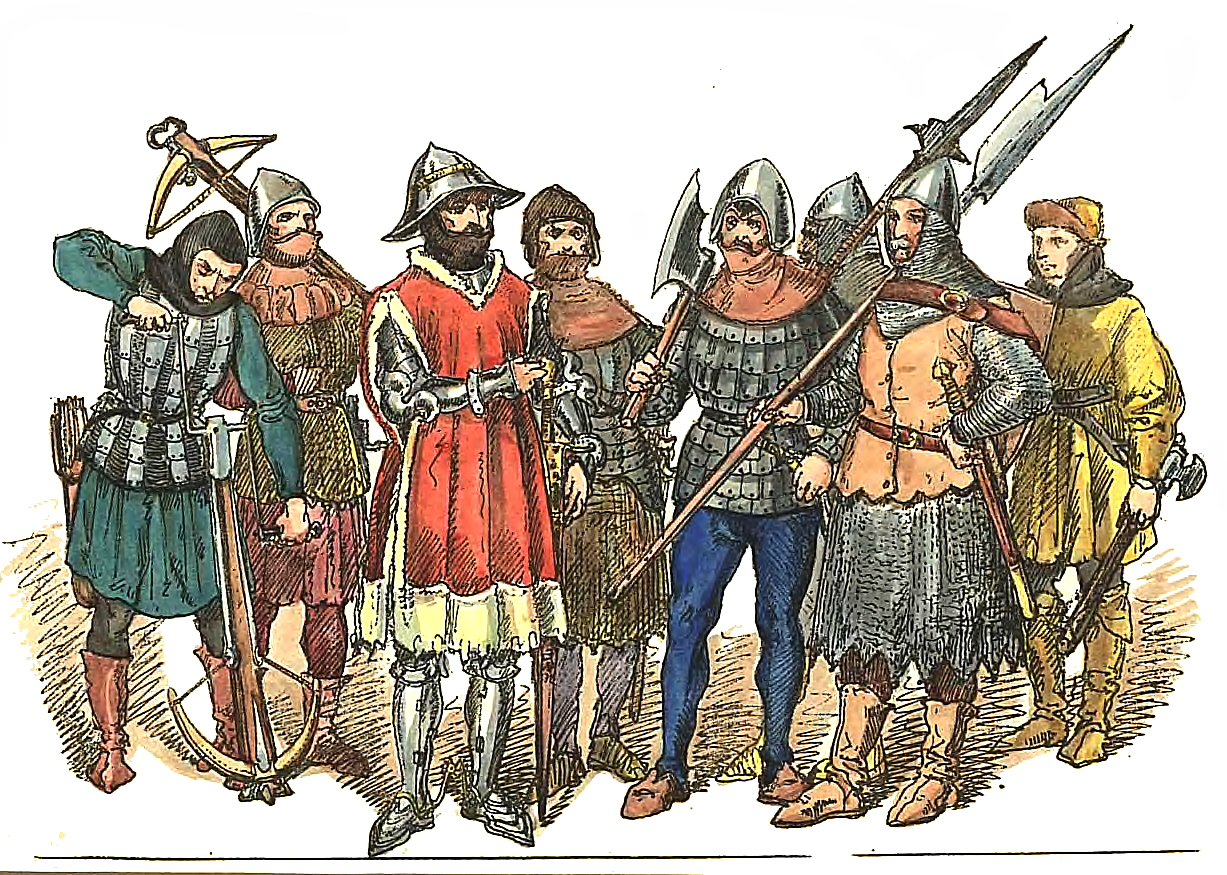
Rycerstwo polskie 1447–1492

Każdy szlachcic obowiązany był sam, bądź wraz z oznaczonym pocztem, stawać na wojnę. Zobowiązany był też uzbroić i wyposażyć na swój koszt siebie i swoich ludzi. Jeżeli jednak wojna miała przebieg pomyślny, to mógł pokryć sobie koszty łupem zdobytym na nieprzyjacielu lub darowizną od króla za zasługi wojenne. 
Od połowy XIV w. królowie opłacali szlachcie uczestnictwo w wyprawach zagranicznych. Płacono po 5 grzywien od kopii. Król zobowiązywał do służby wojskowej w pospolitym ruszeniu każdego posiadacza dóbr ziemskich na prawie rycerskim, a jednocześnie ochraniał życie i zdrowie swych zbrojnych ustanawiając wysokie kary za zranienie lub pobicie rycerza, zwłaszcza zaś szlachcica. 
Szlachta ze swej strony starała się coraz bardziej spełniać funkcję obronną państwa jako podstawową powinność swej klasy, w ten sposób uzasadniając swoje przywileje oraz stanowisko warstwy panującej.
Chłopi
Chłopi w wyprawach wojennych brali udział w pospolitym ruszeniu jako poczty przy rycerzach-szlachcicach, bądź w szeregach obowiązującej wszystkich obrony kraju expeditio domestica. O obowiązku służby wojskowej chłopów przy defensio terrae (obronie ziemi) świadczą liczne przywileje i dokumenty lokacyjne XIV i XV w. Od czasów Kazimierza Wielkiego chłopów powoływano pod broń w pocztach sołtysów. W XV w. na Mazowszu nakazywano pobór chłopów do służby wojskowej jednego na dziesięciu. W 1403 roku szlachta wielkopolska uchwaliła, że na wypadek wkroczenia nieprzyjaciela w granice ziemi, obok wszystkich ziemian-szlachty, mają także wystąpić orężnie kmiecie, zarówno dóbr królewskich, jak i szlacheckich. We wsi pozostać miało tylko czterech mężczyzn we wsi wielkiej, a dwóch ludzi w małej do paszenia i zapędzania zwierząt, bydła rogatego, trzody chlewnej i wszelkiej innej. Na sejmie elekcyjnym (zjeździe szlachty) w Sieradzu (1432) uchwalono, że ze wszystkich miast i wsi Polski 2/3 ludności męskiej musi wyruszyć na wojnę. W 1439 r. Władysław Warneńczyk polecił, aby na wypadek wojny czterej chłopi uzbrajali piątego, a z nich utworzona zostanie piechota.
Mieszczanie
Mieszczanie podlegali obowiązkowi obrony ziemi. Nie musieli jednak brać udziału w wyprawach poza granice państwa. Na wypadek zagrożenia, miasta musiały wystawać oddziały na koszt własny. Obowiązkowi wojennemu podlegali wszyscy mieszkańcy. Ze względu na potrzeby wojny znaczna ich część musiała pozostawać w swych osiedlach. Część z nich wyznaczona do bezpośredniej obrony, kolejni to ci, którzy produkowali broń i wyposażenie dla wojska. 
Mieszczanie pełnili także służbę wojskową w wypadku posiadania dóbr ziemskich. Wójt miejski obowiązany był do służby w pospolitym ruszeniu. Część z nich uczestniczyła tylko w obronie ziemi, część mogła wysyłać w swym zastępstwie jednego lub kilku zbrojnych. Wypadki zamiany obowiązku służby wójtów w wyprawach na opłatę pieniężną lub całkowite zwolnienia należały do rzadkości. Wójtowie biorąc udział w wyprawach wojennych stawali konno i obowiązani byli przyprowadzać z sobą jednego lub więcej ludzi.